# Laphria completa
Laphria completa är en tvåvingeart som beskrevs av Walker 1856. Laphria completa ingår i släktet Laphria och familjen rovflugor. Inga underarter finns listade i Catalogue of Life.